# Шатойская башня
Шатойская башня — боевая башня, находится вблизи селений Хаккой и Большие Варанды, на левом берегу Аргуна в Шатойском районе Чеченской Республики.

## География
Расположена она к северо-западу от села Шатой, на левом берегу реки Чанты-Аргун, у подножия крутой лесистой горы. Между селениями Шатой и Большие Варанды.

## История
До наших дней сохранилась здесь лишь одна из двух башен, охранявших подступы к селу Хаккой-Шатой (с 1858 года военная крепость, штаб-квартира Куринского полка, ныне село Шатой бывшее Советское). Впервые литографию с обеими башнями (художник Дюстердик) опубликовал А. П. Ипполитов в 1868 году. Они возвышаются на гребне скал, одна стоит чуть выше другой, верхние части у башен отсутствует. Несколько позже их внешний вид отобразил в своей книге В. Ф. Миллер. В 1886 году он застал башни побеленными, в одной имелось четыре этажа, в другой — шесть, расстояние между ними восемнадцать метров. Всеволод Миллер приводит отрывок из сказания, посвященной башням. В 1967 году писатель X. Д. Ошаев рассказал это сказание В. И. Марковину.

## Народное предание
Обе башни были возведены братьями. Старший, женившийся на красавице пленнице, которую безответно любил младший брат, счастливо жил в нижней башне. Разгоревшаяся между братьями ссора закончилась трагически. Младший брат послал стрелу в своего соперника, а овдовевшая женщина нашла смерть в водах Аргуна.

## Описание
Сейчас сохранилась верхняя, четырехэтажная башня, которой, по сказаниям, владел младший брат. Другая, шестиэтажная, разрушена (с ее пятого этажа после смерти мужа женщина бросилась в реку). Обе эти башни Д. Н. Анучин считал пятиэтажными. Внутри нижней, на северо-западной стене, на высоте 2,5 сажени (5,33 м) В. И. Долбежев видел петроглиф — двойную спираль и стилизованную фигуру человека. Изящество обеих цитаделей привлекло внимание этнографа Н. Н. Харузина. До 1928 года они еще были в сохранности, но уже в 1936 году А. П. Круглову удалось осмотреть только верхнюю башню. Шатойская башня понемногу суживается кверху, высота башни 21 метр. Выступов, на которых располагались бы межэтажные перекрытия, в ней нет, массивные балки держались в особых пазах, оставленных в кладке стен. Башня могла быть пятиэтажной, то есть иметь еще один этаж с навесными машикулями. Для этой башни характерны бойницы с однобокими расширениями, что было подмечено также А. П. Кругловым, который зарисовал их в своем дневнике.

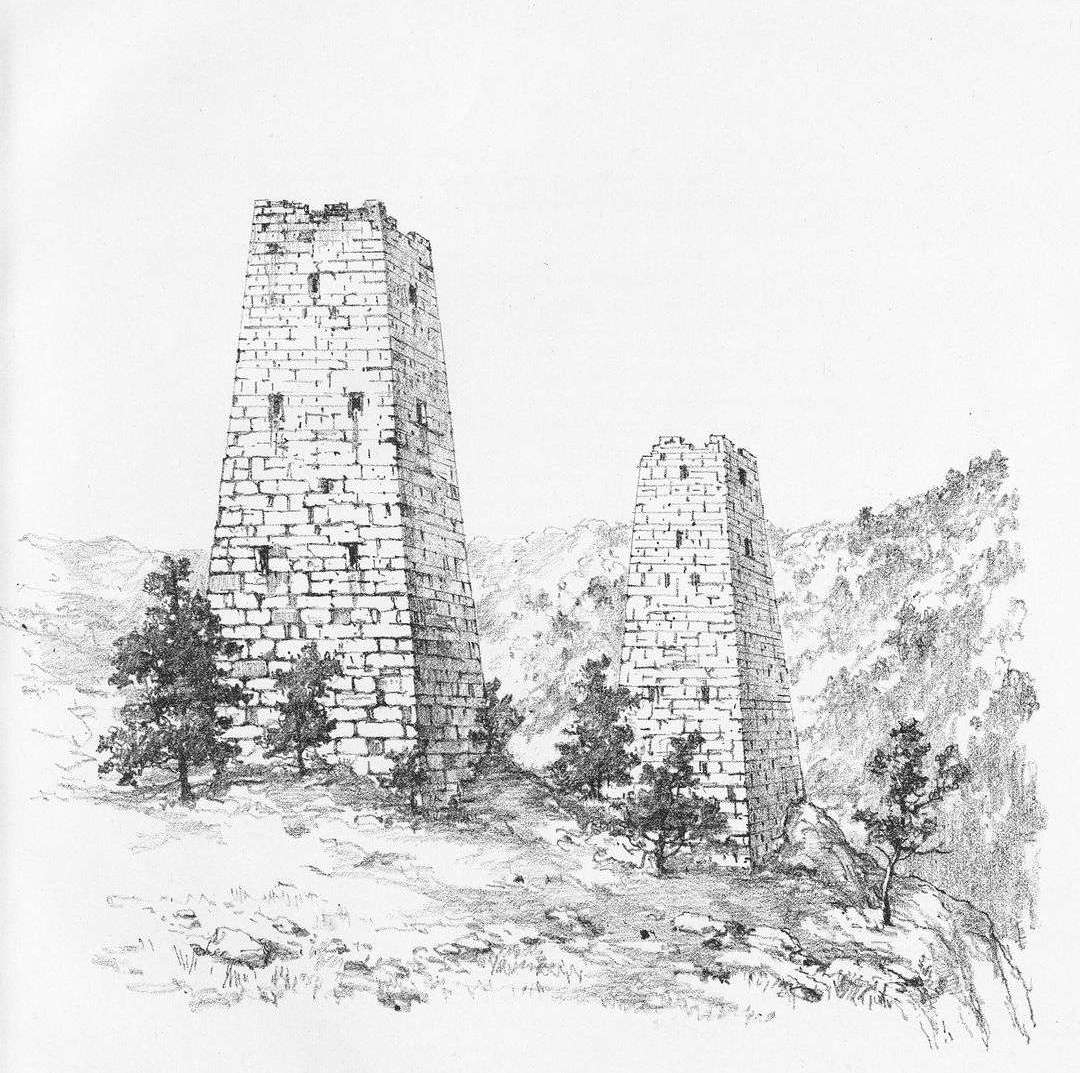
Рисунок Всеволода Миллера 1886 год

В. А. Авие 1910 год.